# Atomic Clock Ensemble in Space

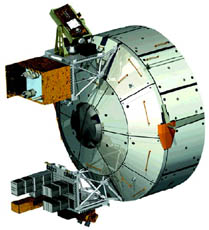
Plateformes de recherche externes au laboratoire spatial Columbus

Atomic Clock Ensemble in Space (ACES) est un projet mené par l'Agence spatiale européenne qui placera une horloge atomique ultra-stable sur la Station spatiale internationale. Son fonctionnement dans l'environnement de microgravité de l'ISS va assurer un climat stable et une base de temps précise pour les différents domaines de recherche, dont la relativité générale (Décalage d'Einstein), la théorie des cordes, la métrologie de la mesure du temps, et l'interférométrie à très longue base.
Ce projet est principalement composé de 2 horloges :
- PHARAO, une horloge atomique au césium développé par le CNES ;
- SHM (Space Hydrogen Maser) : une horloge qui utilise des atomes d'hydrogene, produite en Suisse par Safran Time Technologies.